# Дискография Massive Attack
Дискография бристольского трип-хоп-коллектива Massive Attack насчитывает 5 студийных альбомов, 1 альбом ремиксов, 6 мини-альбомов, 2 сборника, 1 бокс-сет, 17 синглов и 1 видеоальбом.
В 1991 году группа выпустила первый студийный альбом, Blue Lines, впоследствии названный первым и классическим в жанре трип-хоп. Он достиг 13 позиции британского хит-парада альбомов (UK Albums Chart), а также был сертифицирован Британской ассоциацией производителей фонограмм (BPI) как дважды платиновый. В сентябре 1994 года последовал второй полноформатный диск под названием Protection, занявший четвертое место в британском чарте. Выпущенный в 1998 году Mezzanine дебютировал на вершине UK Albums Chart, а также стал первым альбомом Massive Attack, попавшим в американский Billboard 200. В общей сложности в США было продано около 450 тысяч экземпляров пластинки, что является лучшим результатом для альбомов Massive Attack в этой стране. Альбом 2003 года 100th Window повторил успех предшественника в Великобритании, заняв первую строчку чарта на одну неделю. Год спустя Massive Attack записали саундтрек к фильму Луи Летерье «Денни цепной пёс». В 2006 году был выпущен сборник лучших песен и редких композиций под названием Collected, возглавивший хит-парад альбомов Ирландии и занявший вторую строчку британского чарта. BPI присвоила альбомам Protection, Mezzanine, и Collected статус дважды платиновых, 100th Window — единожды. В феврале 2010 года, спустя семь лет после выхода предыдущей студийной работы, группа выпустила Heligoland, достигнувший 6-го места в UK Albums Chart и попавший в первую пятидесятку Billboard 200. В июне того же года Британская ассоциация производителей фонограмм сертифицировала его как золотой.

## Студийные альбомы
| Год                                                                   | Альбом                                                                                        | Высшие позиции в чартах | Высшие позиции в чартах | Высшие позиции в чартах | Высшие позиции в чартах | Высшие позиции в чартах | Высшие позиции в чартах | Высшие позиции в чартах | Высшие позиции в чартах | Высшие позиции в чартах | Высшие позиции в чартах | Высшие позиции в чартах | Высшие позиции в чартах | Высшие позиции в чартах | Высшие позиции в чартах | Сертификации (Пороги продаж)                                                                           |
| Год                                                                   | Альбом                                                                                        | AT                      | AU                      | BE                      | CA                      | CH                      | DE                      | FR                      | GB                      | IE                      | NL                      | NO                      | NZ                      | SE                      | US                      | Сертификации (Пороги продаж)                                                                           |
| --------------------------------------------------------------------- | --------------------------------------------------------------------------------------------- | ----------------------- | ----------------------- | ----------------------- | ----------------------- | ----------------------- | ----------------------- | ----------------------- | ----------------------- | ----------------------- | ----------------------- | ----------------------- | ----------------------- | ----------------------- | ----------------------- | --- |
| 1991                                                                  | Blue Lines Детали - Выход: 1 июня - Лейблы: Circa - Форматы: CD, LP, CS, MD, ЦД, 2×12"+CD+DVD | 5                       | —                       | 176/81                  | —                       | 26                      | 31                      | 31                      | 13                      | 25                      | 39                      | 29                      | 26                      | 14                      | —                       | Список - 2×Платиновый - 2×Золотой                                                                      |
| 1994                                                                  | Protection Детали - Выход: 26 сентября - Лейблы: Circa - Форматы: CD, LP, CS, ЦД              | 21                      | 15                      | 47                      | 49                      | 29                      | 63                      | 24                      | 4                       | 46                      | 76                      | 37                      | 9                       | 14                      | —                       | Список - 2×Платиновый - 2×Золотой - Золотой                                                            |
| 1998                                                                  | Mezzanine Детали - Выход: 20 апреля - Лейблы: Circa - Форматы: CD, 2×LP, CS, MD, ЦД           | 3                       | 1                       | 14/4                    | 30                      | 6                       | 6                       | 3                       | 1                       | 71                      | 17                      | 2                       | 1                       | 4                       | 60                      | Список - Платиновый - Золотой - Платиновый - 2×Платиновый - Золотой - Золотой - 2×Золотой - Платиновый |
| 2003                                                                  | 100th Window Детали - Выход: 10 февраля - Лейблы: Virgin - Форматы: CD, 3×LP, CS, ЦД          | 4                       | 4                       | 2/1                     | 8                       | 1                       | 3                       | 1                       | 1                       | 1                       | 9                       | 4                       | 5                       | 19                      | 69                      | Список - Золотой - Золотой - Золотой - Платиновый - Золотой                                            |
| 2010                                                                  | Heligoland Детали - Выход: 5 февраля - Лейблы: Virgin - Форматы: CD, 2×LP+12"+CD, ЦД          | 5                       | 8                       | 2/1                     | 12                      | 2                       | 4                       | 2                       | 6                       | 9                       | 5                       | 12                      | 7                       | 17                      | 49                      | Список - Золотой - Золотой                                                                             |
| «—» означает, что альбом не попал в чарт или не был выпущен в стране. |                                                                                               |                         |                         |                         |                         |                         |                         |                         |                         |                         |                         |                         |                         |                         |                         | |

## Альбомы ремиксов
| 1995 | No Protection (Совместно с Mad Professor) Детали - Выход: 17 февраля - Лейблы: Circa - Форматы: CD, CS, LP, ЦД | 10 | 29 |

## Сборники
| Год                                                                    | Альбом                                                                                                   | Высшие позиции в чартах | Высшие позиции в чартах | Высшие позиции в чартах | Высшие позиции в чартах | Высшие позиции в чартах | Высшие позиции в чартах | Высшие позиции в чартах | Высшие позиции в чартах | Высшие позиции в чартах | Высшие позиции в чартах | Высшие позиции в чартах | Высшие позиции в чартах | Сертификации                                                     |
| Год                                                                    | Альбом                                                                                                   | AT                      | AU                      | BE                      | CH                      | DE                      | GB                      | IE                      | NL                      | NO                      | NZ                      | SE                      | US                      | Сертификации                                                     |
| ---------------------------------------------------------------------- | --- | ----------------------- | ----------------------- | ----------------------- | ----------------------- | ----------------------- | ----------------------- | ----------------------- | ----------------------- | ----------------------- | ----------------------- | ----------------------- | ----------------------- | ---------------------------------------------------------------- |
| 2006                                                                   | Collected Детали - Выход: 27 марта - Лейблы: Virgin, EMI - Форматы: CD, 2×CD+DVD, CD+DualDisc, 3×12", ЦД | 13                      | 19                      | 5/1                     | 4                       | 24                      | 2                       | 1                       | 19                      | 8                       | 3                       | 38                      | 198                     | Список - Золотой - 2×Платиновый - Платиновый - Золотой - Золотой |
| 2010                                                                   | Selected Детали - Выход: 27 марта - Лейблы: Virgin - Форматы: ЦД                                         | —                       | —                       | —                       | —                       | —                       | —                       | —                       | —                       | —                       | —                       | —                       | —                       |                                                                  |
| «—» означает, что сборник не попал в чарт или не был выпущен в стране. | |                         |                         |                         |                         |                         |                         |                         |                         |                         |                         |                         |                         |                                                                  |

## Бокс-сеты
| Год  | Альбом                                                                                   | Высшие позиции в чартах |
| Год  | Альбом                                                                                   | GB                      |
| ---- | ---------------------------------------------------------------------------------------- | ----------------------- |
| 1998 | Singles 90/98 Детали - Выход: 7 декабря - Лейблы: Circa, Virgin - Форматы: 11×CD, 11×12" | 118                     |

## Мини-альбомы
| Год                                                                   | Альбом                                                                              | Высшие позиции в чартах | Высшие позиции в чартах | Высшие позиции в чартах |
| Год                                                                   | Альбом                                                                              | AT                      | CH                      | GB                      |
| --------------------------------------------------------------------- | ----------------------------------------------------------------------------------- | ----------------------- | ----------------------- | ----------------------- |
| 1992                                                                  | Massive Attack Детали - Выход: 10 февраля - Лейбл: Circa - Форматы: CD, 12", 7"     | —                       | 35                      | 27                      |
| 2006                                                                  | Bite Size Massive Attack Детали - Выход: 25 декабря - Лейбл: Virgin - Формат: ЦД    | —                       | —                       | —                       |
| 2009                                                                  | Splitting the Atom Детали - Выход: 5 октября - Лейбл: Virgin - Форматы: CD, 12", ЦД | 74                      | 68                      | 64                      |
| 2010                                                                  | Atlas Air Детали - Выход: 22 ноября - Лейбл: Virgin - Формат: 12″, ЦД               | —                       | —                       | —                       |
| 2016                                                                  | Ritual Spirit Детали - Выход: 28 января - Лейбл: Virgin - Формат: 12″, ЦД           | —                       | —                       | —                       |
| 2020                                                                  | Eutopia Детали - Выход: 12 июля - Формат: ЦД                                        | —                       | —                       | —                       |
| «—» означает, что альбом не попал в чарт или не был выпущен в стране. |                                                                                     |                         |                         |                         |

## Саундтреки
| Год                                                                   | Альбом                                                                                                   | Фильм              | Высшие позиции в чартах | Высшие позиции в чартах | Высшие позиции в чартах | Высшие позиции в чартах |
| Год                                                                   | Альбом                                                                                                   | Фильм              | BE                      | CH                      | FR                      | GB                      |
| --------------------------------------------------------------------- | --- | ------------------ | ----------------------- | ----------------------- | ----------------------- | ----------------------- |
| 2004                                                                  | Danny the Dog Детали - Выход: 11 октября - Лейблы: Virgin - Форматы: CD, ЦД                              | «Денни цепной пёс» | 65                      | 92                      | 60                      | 70                      |
| 2005                                                                  | Bullet Boy (Soundtrack from the Motion Picture) Детали - Выход: 25 апреля - Лейблы: Virgin - Форматы: ЦД | «Крутой парень»    | —                       | —                       | —                       | —                       |
| «—» означает, что альбом не попал в чарт или не был выпущен в стране. | |                    |                         |                         |                         |                         |

## Синглы
| Дата                                                                 | Сингл                                                 | Высшие позиции в чартах | Высшие позиции в чартах | Высшие позиции в чартах | Высшие позиции в чартах | Высшие позиции в чартах | Высшие позиции в чартах | Высшие позиции в чартах | Высшие позиции в чартах | Высшие позиции в чартах | Высшие позиции в чартах | Высшие позиции в чартах | Высшие позиции в чартах | Альбом       |
| Дата                                                                 | Сингл                                                 | AT                      | AU                      | BE                      | CH                      | DE                      | DK                      | FI                      | GB                      | IE                      | NL                      | NZ                      | SE                      | Альбом       |
| -------------------------------------------------------------------- | ----------------------------------------------------- | ----------------------- | ----------------------- | ----------------------- | ----------------------- | ----------------------- | ----------------------- | ----------------------- | ----------------------- | ----------------------- | ----------------------- | ----------------------- | ----------------------- | ------------ |
| 1988                                                                 | «Any Love»                                            | —                       | —                       | —                       | —                       | —                       | —                       | —                       | —                       | —                       | —                       | —                       | —                       | —            |
| 15.10.1990                                                           | «Daydreaming»                                         | —                       | —                       | —                       | —                       | —                       | —                       | —                       | 81                      | —                       | —                       | —                       | —                       | Blue Lines   |
| 11.02.1991                                                           | «Unfinished Sympathy»                                 | —                       | 95                      | 15                      | 9                       | 17                      | —                       | —                       | 13                      | —                       | 2                       | 48                      | 40                      | Blue Lines   |
| 28.05.1991                                                           | «Safe from Harm»                                      | 23                      | —                       | —                       | 15                      | 33                      | —                       | —                       | 25                      | —                       | 28                      | —                       | —                       | Blue Lines   |
| 17.10.1994                                                           | «Sly»                                                 | —                       | 98                      | —                       | —                       | —                       | —                       | —                       | 24                      | —                       | —                       | —                       | —                       | Protection   |
| 09.01.1995                                                           | «Protection»                                          | —                       | 91                      | —                       | —                       | —                       | —                       | —                       | 14                      | —                       | —                       | 27                      | —                       | Protection   |
| 20.03.1995                                                           | «Karmacoma»                                           | —                       | —                       | —                       | —                       | —                       | —                       | —                       | 28                      | —                       | —                       | 19                      | —                       | Protection   |
| 07.07.1997                                                           | «Risingson»                                           | —                       | —                       | 43                      | —                       | —                       | —                       | 13                      | 11                      | 14                      | —                       | 30                      | 17                      | Mezzanine    |
| 27.04.1998                                                           | «Teardrop»                                            | —                       | 16                      | 67                      | —                       | 52                      | 12                      | —                       | 10                      | —                       | 64                      | 19                      | —                       | Mezzanine    |
| 13.07.1998                                                           | «Angel»                                               | —                       | —                       | —                       | —                       | —                       | —                       | —                       | 30                      | —                       | —                       | 33                      | —                       | Mezzanine    |
| 21.09.1998                                                           | «Inertia Creeps»                                      | —                       | —                       | —                       | —                       | —                       | —                       | —                       | —                       | —                       | —                       | 16                      | —                       | Mezzanine    |
| 24.02.2003                                                           | «Special Cases»                                       | —                       | —                       | —                       | —                       | —                       | —                       | —                       | 15                      | 46                      | —                       | —                       | —                       | 100th Window |
| 16.06.2003                                                           | «Butterfly Caught»                                    | —                       | —                       | —                       | —                       | —                       | —                       | —                       | —                       | —                       | —                       | —                       | —                       | 100th Window |
| 13.03.2006                                                           | «Live with Me»                                        | 58                      | —                       | 57/52                   | 64                      | 74                      | —                       | —                       | 17                      | 35                      | —                       | —                       | —                       | Collected    |
| 10.10.2011                                                           | «Four Walls» / «Paradise Circus» (совместно с Burial) | —                       | —                       | 33/33                   | —                       | 41                      | —                       | —                       | —                       | 117                     | —                       | —                       | —                       | —            |
| 28.01.2016                                                           | «The Spoils» / «Come Near Me»                         | —                       | —                       | —                       | —                       | —                       | —                       | —                       | —                       | —                       | —                       | —                       | —                       | —            |
| 03.09.2016                                                           | «Dear Friend»                                         | —                       | —                       | —                       | —                       | —                       | —                       | —                       | —                       | —                       | —                       | —                       | —                       | —            |
| «—» означает, что сингл не попал в чарт или не был выпущен в стране. |                                                       |                         |                         |                         |                         |                         |                         |                         |                         |                         |                         |                         |                         |              |

Сертификации
- «Teardrop» получил серебряный статус в Британии[4].

## Видеоальбомы
| Год  | Альбом                                                                |
| ---- | --------------------------------------------------------------------- |
| 2001 | Eleven Promos Детали - Выход: 12 ноября - Лейбл: Virgin - Формат: DVD |

## Видеоклипы
| Дата | Песня                             | Режиссёр(ы)                                       |
| ---- | --------------------------------- | ------------------------------------------------- |
| 1990 | «Daydreaming»                     | Бейлли Уолш                                       |
| 1991 | «Unfinished Sympathy»             | Бейлли Уолш                                       |
| 1991 | «Safe from Harm»                  | Бейлли Уолш                                       |
| 1991 | «Just a Matter of Time»           | Роджер Помфри                                     |
| 1991 | «Be Thankful for What You’ve Got» | Бейлли Уолш                                       |
| 1994 | «Sly»                             | Стефан Сэднауи                                    |
| 1995 | «Protection»                      | Мишель Гондри                                     |
| 1995 | «Karmacoma»                       | Джонатан Глэйзер                                  |
| 1995 | «I Want You»                      | Эрл Себастьян                                     |
| 1997 | «Risingson»                       | Уолтер Стерн                                      |
| 1998 | «Teardrop»                        | Уолтер Стерн                                      |
| 1998 | «Angel»                           | Уолтер Стерн                                      |
| 1999 | «Inertia Creeps»                  | W.I.Z. — Энтони Уистон                            |
| 2000 | «Nature of Threat»                | Роберт дель Наджа Том Хингстон                    |
| 2003 | «Special Cases»                   | H5: Людовик Уплен Эрве де Креси Антуан Барду-Жаке |
| 2003 | «Special Cases»                   | H5: Людовик Уплен Эрве де Креси Антуан Барду-Жаке |
| 2003 | «Butterfly Caught»                | Дэниел Леви                                       |
| 2006 | «Live with Me»                    | Джонатан Глэйзер                                  |
| 2006 | «Live with Me»                    | Джонатан Глэйзер                                  |
| 2006 | «False Flags»                     | Пол Гор                                           |
| 2009 | «United Snakes»                   | UnitedVisualArtists                               |
| 2009 | «Splitting the Atom»              | Бейлли Уолш                                       |
| 2009 | «Paradise Circus»                 | Тоби Дай                                          |
| 2010 | «Splitting the Atom»              | Эдуард Салье                                      |
| 2010 | «Flat of the Blade»               | Юэн Спенсер                                       |
| 2010 | «Saturday Come Slow»              | Адам Брумберг Оливер Ченарин                      |
| 2010 | «Psyche»                          | Дуглас Уилсон                                     |
| 2010 | «Psyche»                          | Джон Даунер                                       |
| 2010 | «Atlas Air»                       | Эдуард Салье                                      |
| 2010 | «Pray for Rain»                   | Джейк Скотт                                       |

## Прочие появления
| Год  | Альбом | Комментарий |
| ---- | --- | --- |
| 1995 | Batman Forever (Music from the Motion Picture) Детали - Выход: 23 мая - Лейбл: Atlantic - Форматы: CD, 2×LP, CS | Совместно с Трейси Торн записали кавер-версию песни «The Hunter Gets Captured by the Game» Смоки Робинсона для саундтрека к фильму «Бэтмен навсегда». |
| 1995 | Help Детали - Выход: 9 сентября - Лейбл: Go! Discs - Форматы: CD, 2×LP, CS                                      | Благотворительный сборник, для которого Massive Attack записали альтернативную версию песни «Karmacoma» — «Fake the Aroma». |
| 1995 | Inner City Blues: The Music of Marvin Gaye Детали - Выход: 17 октября - Лейбл: Motown - Форматы: CD (+CD)       | Трибьют-альбом Марвину Гэю, для которого Massive Attack совместно с Мадонной записали кавер-версию песни «I Want You». В 2006 году эта песня была включена в сборник Collected. |
| 1997 | Welcome to Sarajevo (Music from the Motion Picture) Детали - Лейбл: Premier Soundtracks - Формат: CD            | В саундтрек к фильму «Добро пожаловать в Сараево» вошла композиция «End Titles» — инструментальная версия песни «Wire». Версия с вокалом Сары Джей звучит в фильме во время финальных титров, а также исполнялась Massive Attack на концертных выступлениях, но отдельно никогда не выпускалась. |
| 2001 | Moulin Rouge (Music from Baz Luhrmann’s Film) Детали - Выход: 8 мая - Лейбл: Interscope - Форматы: CD, CS       | Для саундтрека к фильму «Мулен Руж!» совместно с Дэвидом Боуи записали кавер-версию песни Нэта Кинга Коула «Nature Boy». |
| 2002 | Blade II: The Soundtrack Детали - Выход: 19 марта - Лейбл: Immortal - Форматы: CD, 2×LP                         | Massive Attack совместно с Мос Деф написали песню «I Against I» для саундтрека к фильму «Блэйд 2». В 2006 году эта песня была включена в сборник Collected. |

## Ремиксы
| Год  | Релиз                                             | Исполнитель            | Песня (ремикс) |
| ---- | ------------------------------------------------- | ---------------------- | --- |
| 1989 | «Manchild»                                        | Нене Черри             | «Manchild» (Massive Attack Remix) «Manchild» (Massive Attack Bonus Beats)                                                                                      |
| 1990 | «Live Together»                                   | Лиза Стэнсфилд         | «Live Together» (Big Beat Mix) |
| 1990 | «One on One»                                      | Jesus Loves You        | «One on One» (Massive Attack Mix) «One on One» (Massive Attack Dub)                                                                                            |
| 1990 | Mustt Mustt                                       | Нусрат Фатех Али Хан   | «Mustt Mustt» (Massive Attack Remix) |
| 1991 | The Hard Sell                                     | Шон Оливер             | «Furious Fire» (Massive Attack + Jeremy Allom Reconstruction)                                                                                                  |
| 1992 | «African Vibrations»                              | Kwanzaa Posse          | «African Vibrations» (Massive Attack Full Vocal Mix) «African Vibrations» (Massive Attack Instrumental Mix) «African Vibrations» (Massive Attack Hill Top Mix) |
| 1992 | «Steam»                                           | Питер Гэбриэл          | «Games Without Frontiers» (Massive / DB Remix) |
| 1993 | «Face A La Mer»                                   | Les Négresses Vertes   | «Face A La Mer» (Massive Attack Remix Full Version) «Face A La Mer» (Massive Attack Remix Radio Edit) «Face A La Mer» (Massive Attack Remix Instrumental)      |
| 1993 | 10 Remixes (87-93)                                | Les Négresses Vertes   | «Face A La Mer» (Massive Attack Remix) |
| 1995 | Melon: Remixes for Propaganda                     | U2                     | «Mysterious Ways» (Massive Attack Remix) |
| 1996 | «Love Will Be on Your Side»                       | Индо Амината           | «Love Will Be on Your Side» (Massive Attack Tabla Remix) |
| 1996 | «Milk»                                            | Garbage                | «Milk» (The Classic Remix) «Milk» (D Mix) «Milk» (Trance Mix)                                                                                                  |
| 1998 | «If You Tolerate This Your Children Will Be Next» | Manic Street Preachers | «If You Tolerate This Your Children Will Be Next» (Massive Attack Remix) «If You Tolerate This Your Children Will Be Next» (Massive Attack Instrumental Remix) |
| 2000 | «Kill All Hippies»                                | Primal Scream          | «Exterminator» (Massive Attack Remix) «Exterminator» (Massive Attack Instrumental)                                                                             |
| 2001 | «Godless»                                         | The Dandy Warhols      | «Godless» (Massive Attack Mix) «Godless» (Massive Attack Mix Dub) «Godless» (Massive Attack Mix Instrumental)                                                  |
| 2004 | aMOTION                                           | A Perfect Circle       | «3 Libras» (All Main Courses Mix) |